# Апасиаки
Апасиаки (Пасиаки; др.-греч. απασιακαι)— древнее массагетское племя, имевшее основной своей базой Хорезмский оазис. Апасиаки были одним из четырёх племен, упоминаемых античными источниками в качестве участников завоевания Бактрии.

## Происхождение
Первооткрыватель древнехорезмийской цивилизации С.П.Толстов отождествляет племя апасиаков с огузским племенем печенег:
Локализация древних поселений печенегов в IX-X вв. в Приаралье…, по существу полностью совпадающая с локализацией апасиаков античными авторами, подкрепляемой археологически данными, делает установленную связь бесспорной: в имени печенег сохранились следы исторической преемственности этой раннесредвековой приаральской народности, впоследствии игравшей столь существенную роль в истории степей Восточной. Европы.

## История
Локализация апасиаков уточнена была ещё во времена СССР, где говорилось, что они сидели между IV в. до н. э. и первыми веками до и после н. э. (когда ещё их знали под разными именами Полибий, тот же Страбон, Помпоний Мела, Птолемей, Стефан Византийский), на территории северо-западных и северо-восточных окраин дельты Амударьи, где наиболее достоверными памятниками их культуры являются на западе античные слои городищ Довкесен и Шахсенем (современный Туркменистан), а на востоке — городище Чирик-рабат (современный Казахстан) и окружающий его комплекс развалин.
Много внимания Дж. Р. Гардинер-Гарден уделяет апасиакам -племени, тесно связанному с парфянской историей (IV, с. 18-20,40-43). Античные сведения об этом далеком скифском народе фрагментарны и довольно смутны, поэтому и в толковании их современными исследователями нет согласия.
Страбон дает наиболее адекватное вероятному произношению написание их имен, Арриан же именует их «скифами абиями»). Это имя, реконструируемое с учётом установленных особенностей греко-латинской транскрипции среднеазиатских «варварских» имен, как apa-š' ака «водные саки».